# Grubweg

Wappen Grubweg

Stadtteile von Passau, mit Grubweg im Nordosten

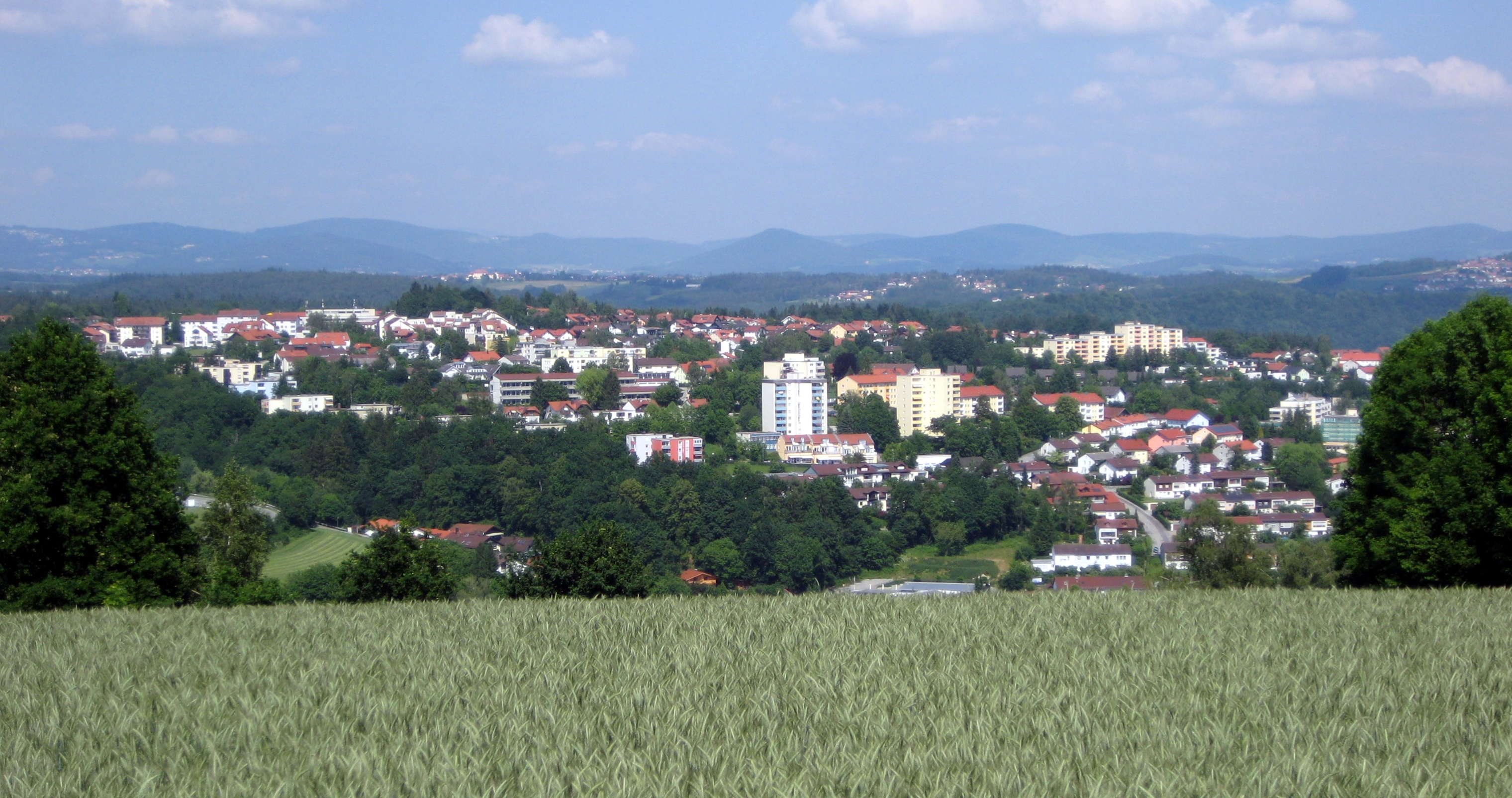
Blick auf Grubweg

Grubweg ist ein Stadtteil von Passau, der sich auf das Gebiet der ehemaligen Gemeinde Grubweg im Nordosten der Stadt Passau erstreckt.

## Geschichte

### Landgemeinde

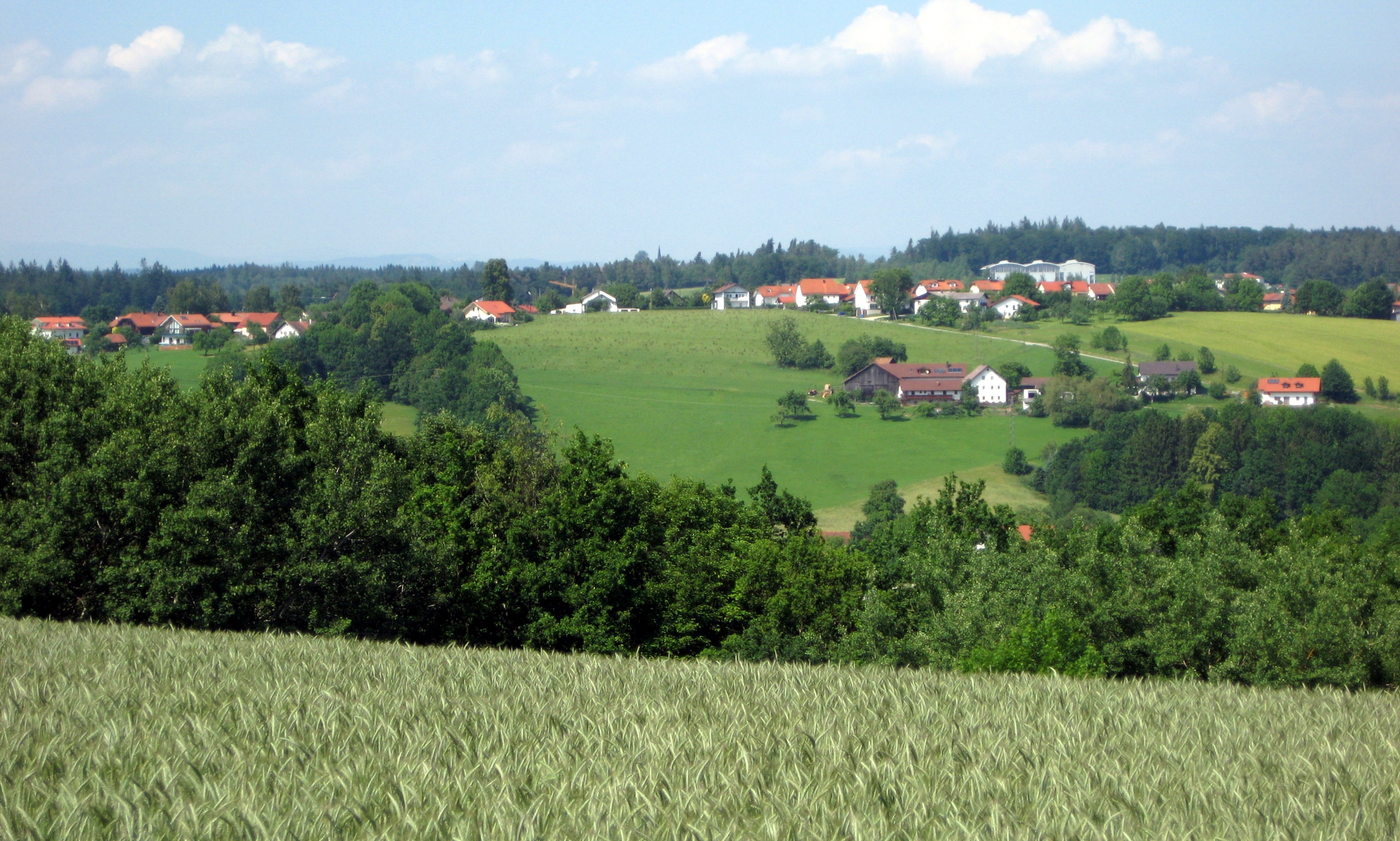
Lüfteneck, ehemalige Ortschaft der Gemeinde Grubweg

Das lange Zeit wenig bedeutende heutige Stadtgebiet gehörte zum Hochstift Passau und wurde nach der Säkularisation in Bayern zunächst zwischen dem Kurfürstentum Bayern und dem Großherzogtum Toskana aufgeteilt, bis es 1805 ganz zum Königreich Bayern kam. Noch heute erinnert ein Grenzstein auf dem Fuchsberg an die toskanisch-bayerische Grenzziehung.
1808 wurde ein Steuerdistrikt und 1818 eine Gemeinde Grubweg gebildet. Zu ihr gehörten Grubweg, Lindau, Ziegelreuth, Kastenreuth, Lüfteneck und 19 weitere Ortschaften; die Gemeindefläche belief sich 1928 auf 916,01 ha. Bis zum Zweiten Weltkrieg blieb Grubweg eine ruhige Landgemeinde vor den Toren Passaus. Im Jahr 1939 zählte die Gemeinde 1372 Einwohner.
1904 erhielt Grubweg durch den Bau der Lokalbahn Passau-Hauzenberg/Granitbahn den Anschluss an das Eisenbahnnetz. Der Bahnhof Grubweg (heutiger Name „Passau-Lindau“) wurde im damaligen Gemeindeteil Lindau errichtet.

### Expansion
Das änderte sich am 1. Juni 1943, als auf Betreiben der ZF Friedrichshafen die Waldwerke GmbH Passau eröffneten, in denen Getriebe für Panzer erzeugt wurden. Das Werk beschäftigte 1200 Personen, darunter 333 Internierte des KZ Mauthausen, für die ein eigenes Nebenlager errichtet wurde.
Nach Kriegsende stand auf dem Werksgelände ein Flüchtlingslager. Am 12. August 1946 gründete die ZF Friedrichshafen am Standort der Waldwerke die ZF Passau GmbH. Diese entwickelte sich zum größten Betrieb im Raum Passau, die Zahl der Beschäftigten wuchs von zunächst 150 auf 3000 im Jahr 1957. Aus der reinen Landgemeinde wurde eine expandierende Vorstadtgemeinde.
1950 wurde die erste Notschule erbaut, 1953 das erste Schulhaus. 1952 gründete man den TSV Grubweg, der am 17. Dezember 1954 mit dem ESV Passau zum VfB Passau-Grubweg fusionierte. Ebenfalls 1953 wurde die erste Notkirche eingeweiht, 1957 errichtete man eine Seelsorgstelle der Passauer Pfarrei St. Bartholomäus. 1957 wurde die Landwirtschaftliche Berufsschule errichtet und im gleichen Jahr die evangelische Pfarrkirche St. Johannes. Nach den Plänen von Hans und Traudl Maurer entstand 1958 bis 1960 die katholische Pfarrkirche St. Michael, ein moderner, von Leopold Hafner ausgestatteter Rundbau. 1961 folgte die Erhebung zur Pfarrei. 1963 kamen ein neues Rathaus und ein neues Feuerlöschgerätehaus dazu. 1967 wurde der Friedhof angelegt, die großen Farbfenster der Kirche kamen 1970 hinzu.

### Eingemeindung
Bereits während und kurz nach dem Zweiten Weltkrieg gab es von Seiten der Stadt Passau Eingemeindungsbemühungen, die zu dieser Zeit aber als nicht vordringlich angesehen wurden. Erst im Zuge der Gebietsreform wurden die Pläne verwirklicht. Doch das inzwischen sehr selbstbewusste Grubweg leistete entschiedenen Widerstand. Bei einer Bürgerbefragung im August 1971 sprachen sich bei einer Wahlbeteiligung von 78,5 % nicht weniger als 95,5 % gegen eine Eingemeindung nach Passau aus. Als am 10. Mai 1972 durch Regierungsverordnung die Eingemeindung Grubwegs nach Passau verfügt wurde, beantragte die Gemeinde eine Verfassungsbeschwerde beim Bayerischen Verfassungsgerichtshof. Am 6. Mai 1972 verkündete dessen Senat, dass die Anordnung der Regierung aus übergeordneten Interessen rechtens und die Eingemeindung endgültig beschlossen sei. Am 1. Juli 1972 wurde die Eingliederung rechtswirksam.

### Weitere Entwicklung
Der DJK-TC Passau-Grubweg wurde 1977 gegründet. 2008 sind in Grubweg insgesamt 8198 Wohnsitze gemeldet, davon 7202 Haupt- und 996 Nebenwohnsitze.

## Ortsteile
Der Stadtteil wird des Weiteren in neun Ortsteile untergliedert:
| - Burgwald - Ilzstadt - Kastenreuth | - Lindau - Schneckenberg - Sieglberg | - Sulzsteg - Zieglreuth - Witzmannsberg |

## Bürgermeister der Gemeinde
| - J. Pfisterer (1873–1880) - Josef Koller (1880–1881) - Johann Nepomuk Krammer (1881–1893) - Ludwig Koller (1893–1912) - Franz Krammer (1912) - Josef Haas (1912–1921) - Josef Wenzl (1921–1926) | - Josef Krompaß (1926–1933) - Ludwig Koller (1933–1935) - Max Kandlbinder (1935–1937) - Wilhelm Röhl (1937–1945) - Johann Wasner (1945; Mai–Juli) - Josef Wenzl (1945–1960) - Hans Wasner (1960–1972) |